# 9 рота (филм)
Вижте пояснителната страница за други значения на 9 рота.
9 рота е военен филм на режсьора Фьодор Бондарчук, продукция на Русия, Украйна и Финландия. В основата на сценария на Юрии Коротков стоят реални събития, които са се случили с 9 рота на 345 самостоятелен гвардейски въздушно десантен полк на височина 3234 в провинция Хост в Афганистан. Във филма са използвани 20 хеликоптера, 23 самолета, 30 танка, двехилядна масовка. Снимането на филма става в Узбекистан и Крим.

## Сюжет
Внимание:  Текстът по-долу разкрива сюжета на произведението (или части от него)!
Действието на филма се развива през 1988 – 89, когато вече няколко години Съветската армия води война в Афганистан. Седем войници новобранци след няколкомесечна военна подготовка в учебен полк под командването на сержант Дегало (Михайл Пореченков) се включват доброволно в десантните подразделения, които заминават в Афганистан и така попадат в тази адска война и в легендарната 9 рота. Ротата получава задача да излезе на боен поход и да се установи на стратегическа височина, от която ще може да охранява преминаването на войсковите колони от нападенията на афганистанските моджахеди.

## Актьорски състав
- Артур Смолянинов – Злия
- Алексей Чадов – Врабеца
- Иван Кокорин – Чугун
- Константин Крюков – Джокондата
- Михайл Евлабов – Ряба
- Артем Михалков – Стас
- Саслан Фидаров – Пиночет
- Ирина Рахманова – Снежанка
- Дмитрии Мухамадеев – Афанасии
- Михайл Пореченков – Дегало
- Михайл Ефремов – Дембел
- Амаду Мамадаков – Курбаши
- Алексей Кравченко – капитан Бистров
- Александър Ликов – майор- инструктор
- Алексей Серебряков – капитан -разузнавач
- Александър Баширов – домата
- Станислав Говорухин – командир на учебния полк
- Андрей Краско – командир на полка в Афганистан
- Фьодор Бондарчук – Украинеца